# Art Simone
Jack Daye (9 de septiembre de 1992), más conocido por el nombre artístico de Art Simone, es una artista drag australiana conocida por terminar como subcampeona en la primera temporada de RuPaul's Drag Race Down Under.

## Carrera
Art Simone compitió en la primera temporada de RuPaul's Drag Race Down Under. Durante el reto del Snatch Game se hizo pasar por Bindi Irwin, en una interpretación que no fue del agrado de los jueces, y que le llevó a ser la segunda eliminada de la temporada. Sin embargo, regresó a la competencia dos episodios más tarde y finalmente quedó en segundo lugar.
Anteriormente, protagonizó la serie Highway to Heel de WOW Presents Plus. También ha sido nombrada Drag Performer del Año y obtuvo el título de Reina de Australia. Art Simone también ha aparecido en The Bachelor Australia y en múltiples comerciales.

## Vida personal
Daye es de Melbourne y vive en Geelong desde 2021.

## Filmografía

### Televisión
| año  | título                        | papel      | notas       |
| ---- | ----------------------------- | ---------- | ----------- |
| 2020 | Highway to Heel               | Ella misma | 6 episodios |
| 2021 | RuPaul's Drag Race Down Under | Ella misma | 7 episodios |